# قبس أهلب
قبس أهلب (الاسم العلمي:Phlox hirsuta) هو نوع من النباتات يتبع جنس القبس من الفصيلة البولامونية.